# Makoto Okazaki (patinage artistique)
Pour les articles homonymes, voir Makoto Okazaki et Okazaki (homonymie).
Makoto Okazaki (en japonais : 岡崎 真), né le 8 mai 1976 à Hiroshima au Japon, est un patineur artistique et entraîneur japonais, triple médaillé de bronze aux championnats du Japon en 1996, 1997 et 2002.

## Biographie

### Carrière sportive
Makoto Okazaki est triple médaillé de bronze aux championnats du Japon en 1996, 1997 et 2002.
Il représente son pays à un mondial junior (1994 à Colorado Springs) et un championnat des quatre continents (2002 à Jeonju). Il ne participe jamais, ni aux mondiaux seniors, ni aux Jeux olympiques d'hiver.
Il prend sa retraite sportive après les championnats des quatre continents de 2002.

### Reconversion
Makoto Okazaki devient entraîneur et est également spécialiste technique de l'ISU pour le Japon.

## Palmarès
| Compétition                        | 1994    | 1995    | 1996    | 1997    | 1998    | 1999    | 2000    | 2001    | 2002    |  |  |  |  |  |
| Jeux olympiques d'hiver            |         |         |         |         |         |         |         |         |         |  |  |  |  |  |
| Championnats du monde              |         |         |         |         |         |         |         |         |         |  |  |  |  |  |
| Championnats des quatre continents |         |         |         |         |         |         |         |         | 8e      |  |  |  |  |  |
| Championnats du Japon              |         |         | 3e      | 3e      | 5e      | 5e      | 8e      | 4e      | 3e      |  |  |  |  |  |
| Championnats du monde juniors      | 12e     |         |         |         |         |         |         |         |         |  |  |  |  |  |
|                                    |         |         |         |         |         |         |         |         |         |  |  |  |  |  |
| Grand Prix ISU                     | 1993/94 | 1994/95 | 1995/96 | 1996/97 | 1997/98 | 1998/99 | 1999/00 | 2000/01 | 2001/02 |  |  |  |  |  |
| Coupe d’Allemagne                  |         |         |         | 10e     |         |         |         |         |         |  |  |  |  |  |
| Trophée de France                  |         |         | 11e     | 8e      |         | 10e     |         | 11e     |         |  |  |  |  |  |
| Coupe de Russie                    |         |         |         |         |         |         | 10e     |         |         |  |  |  |  |  |
| Trophée NHK                        |         |         |         |         | 9e      |         |         |         | 8e      |  |  |  |  |  |
|                                    |         |         |         |         |         |         |         |         |         |  |  |  |  |  |